# Emerich Václav Petřík
Emerich Václav Petřík (3. října 1727 Libochovice nad Ohří – 22. srpna 1798 Praha) byl český violoncellista, varhaník a hudební skladatel.

## Život
Narodil se 3. října 1727 v Libochovicích nad Ohří a zemřel 22. srpna 1798 v Praze. Hře na violoncello se učil nejdříve ve svém rodišti u městského varhaníka a ředitele kůru Václava Kožíška a pokračoval ve svých studiích v Praze nejprve u koncertního mistra Morzinské kapely Potze a poté u jednoho nejvyhledávanějších hudebních pedagogů v Praze Franze Josepha Wernera, kde se také seznámil se svými spolužáky violoncellisty Josefem Fialou, Antonínem Kraftem a Josefem Rejchou, kteří svým odchodem do ciziny a vazbami na osobnosti typu Wolfganga Amadea nebo Josepha Haydna se podíleli na vývoji evropské hudby v nejlepším smyslu slova.
Záhy se stal jedním z nejlepších violoncellistů v Praze a byl znám i jako skladatel a varhaník. Nejprve zpíval jako altista v chrámu sv. Mikuláše na Malé Straně. Stal se ředitelem kůru u sv. Benedikta a od roku 1756 také ředitelem kůru při Strahovském klášteru.
Zemřel 22. srpna 1798 v Praze.

## Dílo
Vynikl jako virtuóz na violoncello. Pro tento nástroj zkomponoval několik sonát a variací.